# معركة فيينا (فيرجينيا)
معركة فيينا وقعت 17 يونيو 1861 في بلدة فيينا بين الاتحاد والولايات الكونفدرالية الأمريكية، كان اشتباك قصير في بداية الحرب الأهلية الأمريكية.